# Linee guida per la condotta delle truppe in Russia
Le linee guida per la condotta delle truppe in Russia fu un ordine emesso il 4 giugno 1941 dall'Oberkommando der Wehrmacht, durante la seconda guerra mondiale.
Queste linee guida dettagliarono il comportamento delle truppe tedesche da tenere durante l'invasione dell'Unione Sovietica, anche i civili furono considerati come nemici, l'ordine affermò che: 
Omer Bartov scrive che le linee guida dettagliavano "misure spietate contro agitatori, guerriglieri, sabotatori ed ebrei bolscevichi e chiedevano la completa eliminazione di ogni forma di resistenza attiva o passiva".
Wade Beorn, scrivendo in Marching into Darkness, osserva che l'ordine si rivolse esplicitamente contro gli ebrei come "nemici razziali che devono essere eliminati dai militari indipendentemente dal loro comportamento".